# Euryolpium salomonis
Euryolpium salomonis es una especie de arácnido del orden Pseudoscorpionida de la familia Olpiidae.

## Distribución geográfica
Se encuentra en Nueva Guinea y las Islas Salomón.